# Нотист-Малий
Нотист-Малий (пол. Notyst Mały, нім. Klein Notisten) — село в Польщі, у гміні Мронгово Мронґовського повіту Вармінсько-Мазурського воєводства.
Населення — 127 осіб (2011).

## Демографія
Демографічна структура станом на 31 березня 2011 року:
|          | Загалом | Допрацездатний вік | Працездатний вік | Постпрацездатний вік |
| -------- | ------- | ------------------ | ---------------- | -------------------- |
| Чоловіки | 66      | 11                 | 48               | 7                    |
| Жінки    | 61      | 11                 | 36               | 14                   |
| Разом    | 127     | 22                 | 84               | 21                   |